# Cystangium capitis-orae
Cystangium capitis-orae är en svampart som först beskrevs av Donald M. Dring, och fick sitt nu gällande namn av T. Lebel 2002. Cystangium capitis-orae ingår i släktet Cystangium och familjen kremlor och riskor.   Inga underarter finns listade i Catalogue of Life.